# Lavirottův dům
Lavirottův dům též Dům Alexandra Bigota (francouzsky Immeuble Lavirotte, Immeuble d'Alexandre Bigot) je secesní obytný dům v Paříži. Nachází se na adrese Avenue Rapp č. 29 v 7. obvodu.

## Historie
Šestipodlažní dům postavil v letech 1899-1901 francouzský architekt Jules Lavirotte (1864-1929) na náklady keramika Alexandra Bigota (1862-1927), který keramickou výzdobu fasády pojal jako reklamu svých výrobků. Na sochařské výzdobě se podíleli Théobald-Joseph Sporrer, Firmin Michelet, Alfred Jean Halou a Jean-Baptiste Larrivé.
Budova byla v roce 1901 oceněna v Soutěži fasád města Paříže.
Fasáda a střecha vedoucí na ulici jsou od roku 1964 chráněny jako historická památka. Budova je rovněž zahrnuta mezi Dědictví 20. století Francouzského ministerstva kultury.